# 恩里克·普蘭卡特·索利斯

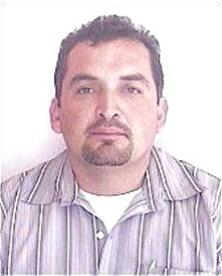
2010年2月的恩里克·普蘭卡特·索利斯

恩里克·普蘭卡特·索利斯（西班牙語：Enrique Plancarte Solís，1970年9月14日—2014年3月31日），是一名墨西哥毒梟、販毒集团「圣殿骑士团」的领导人。他此前还是犯罪集团米却肯州家族领导人。
2014年3月31日，他在与墨西哥海军的交战中被击毙，死时43岁。